# Meridià 144 a l'oest
El meridià 144 a l'oest de Greenwich és una línia de longitud que s'estén des del pol Nord travessant l'oceà Àrtic, Amèrica del Nord, l'oceà Pacífic, l'oceà Antàrtic, i l'Antàrtida fins al pol Sud.
El meridià 144 a l'oest forma un cercle màxim amb el meridià 36 a l'est. Com tots els altres meridians, la seva longitud correspon a una semicircumferència terrestre, uns 20.003,932 km. Al nivell de l'Equador, és a una distància del meridià de Greenwich de 16.030 km.

## De Pol a Pol
Començant en el pol Nord i dirigint-se cap al pol Sud, aquest meridià travessa:
| Coordenades                               | País, territori o mar | Notes |
| ----------------------------------------- | --------------------- | --- |
| 90° 0′ N, 144° 0′ O / 90.000°N,144.000°O  | Oceà Àrtic            | |
| 73° 13′ N, 144° 0′ O / 73.217°N,144.000°O | Mar de Beaufort       | |
| 70° 6′ N, 144° 0′ O / 70.100°N,144.000°O  | Estats Units          | Alaska — illa Arey i el continent |
| 60° 1′ N, 144° 0′ O / 60.017°N,144.000°O  | Oceà Pacífic          | Passa a l'oest de l'atol Makemo, Polinèsia Francesa (a 16° 30′ S, 143° 59′ O / 16.500°S,143.983°O) · Passa a l'est de l'atol Hiti, Polinèsia Francesa (a 16° 44′ S, 144° 3′ O / 16.733°S,144.050°O) |
| 60° 0′ S, 144° 0′ O / 60.000°S,144.000°O  | Oceà Antàrtic         | |
| 75° 31′ S, 144° 0′ O / 75.517°S,144.000°O | Antàrtida             | Territori no reclamat |